# 애슐리 로런스 (배우)

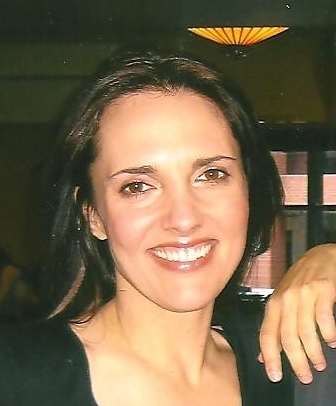
애슐리 로런스

애슐리 로런스(Ashley Laurence, 1966년 5월 28일 ~ )는 미국의 배우이다. 로스앤젤레스에서 태어났다.

## 영화
- 레드 (2008년)
- 칠 (2007년)
- Hollywood Dreams (2006)
- 헬레이저 6 (2001년)
- 사이프러스 엣지 (2000년)
- 워락 3 (1999년)
- 머더 오브 크로우 (1999년)
- 큐피드 (1997년)
- 리버스 에인트 치프 (1996년)
- 블랙 써클 (1995년)
- 배반의 사랑 (1995년) - 줄리아 역
- 러킹 피어 (1994년)
- 사바테 (1994년)
- 스트리트 캅 (1994년)
- 블러드 런 (1994년)
- 마이키 (1992년)
- 듀스 쿠페 (1992년)
- 헬레이저 2 (1988년)
- 헬레이져 (1987년)